# Carina Kühne

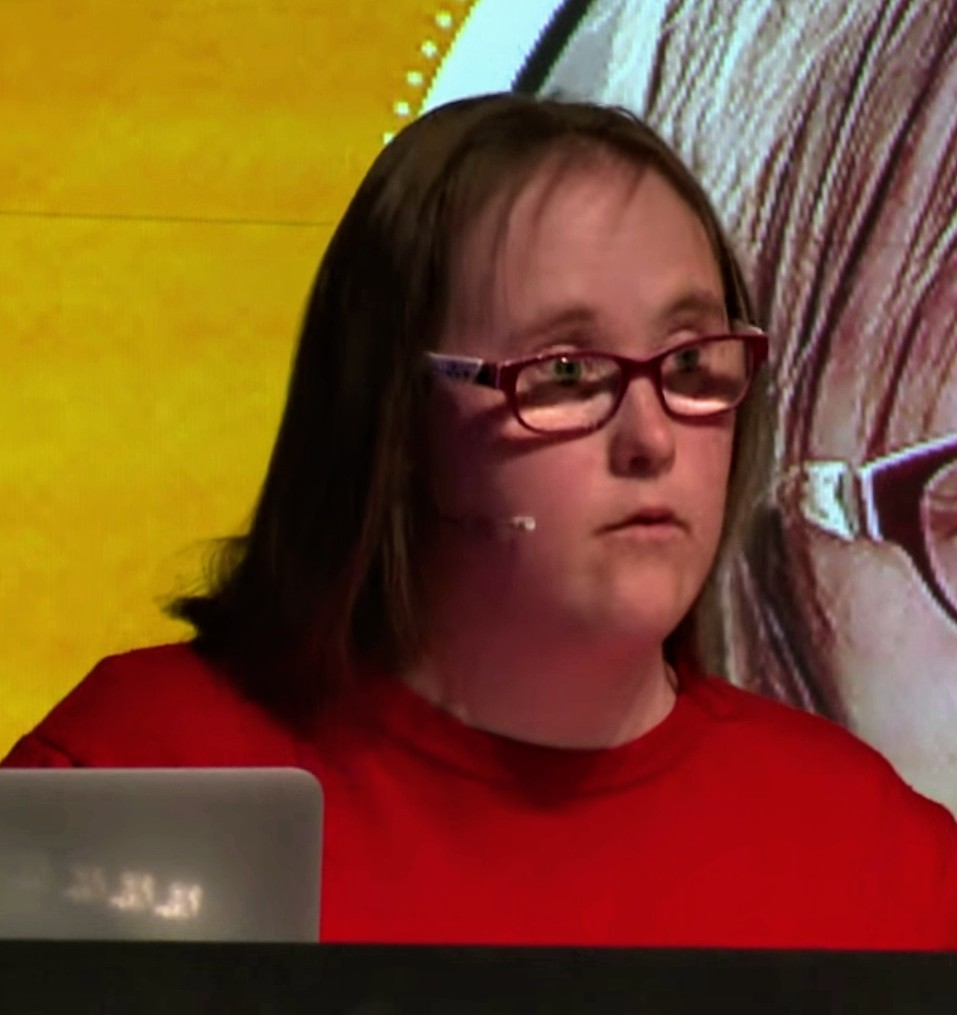
Carina Kühne (2016)

Carina Kühne (* 16. Januar 1985 in Berlin) ist eine deutsche Schauspielerin.

## Leben und Wirken
Kühne wurde mit Trisomie 21  (Down-Syndrom) geboren und hat einen Hauptschulabschluss. Sie ist Hauptdarstellerin des Filmes Be my Baby (2014), der auf dem Filmfest München vorgestellt wurde.
In ihrem Blog setzt sie sich für die Belange von Menschen mit Down-Syndrom ein. 2014 war sie gemeinsam mit Malu Dreyer Diskussionsteilnehmerin in der Talkshow von Günther Jauch zum Thema Inklusion.

## Filmografie
- 2008: Vier Leben (Doku)
- 2014: Be my Baby (Fernsehfilm)
- 2016: In aller Freundschaft (Fernsehserie, Folge 733: Das Leben ist ein Wagnis)
- 2017: Die Bergretter (Fernsehserie, Folge Ohne Aussicht)
- 2018: Praxis mit Meerblick – Brüder und Söhne (Fernsehfilm)